# Anna Elisabeth Hartwick
Anna Elisabeth Hartwick, (enligt Sveriges dödbok stavat Harteuck, och ibland även kallad Annette) född Torbom 31 januari 1796 i Vadstena, Östergötlands län, död där 10 januari 1882, var en svensk konsthantverkare och företagare inom spetsindustrin. 
Hartwick tillhörde en familj verksam inom spetsknyppling, vars centrum i Sverige låg i Vadstena under 1700- och 1800-talen. Under 1700-talet var det vanligt att enskilda sömmerskor sydde spets i Vadstena, som sedan såldes via knallar, men under 1800-talet etablerades särskilda försäljare, så kallade "spetsgångare", och sedan specialiserade spetsbutiker i de större städerna – en utveckling Hartwick var aktiv del av. Hon ägde flera tomter i staden, drev jordbruk och höll djur, men organiserade också en vidsträckt spetsförsäljning. Hartwick köpte upp spets från enskilda knypplare i staden och sålde dem sedan från sitt hem på Hovsgatan, men också via anställda spetsgångare vidare ut i landet. Via Catharina Andersdotter sålde hon exempelvis spets till drottning Lovisa och svenska hovet, och på Världsutställningen i Paris 1855 fick hennes spetsar medalj utdelad av svenska kronprinsen.
Hartwicks företag var ett av de två dominerande inom spetsindustrin i Vadstena under hennes samtid. Det andra grundades och sköttes av Catharina Lidman (1792–1856) och hennes döttrar vid samma tid.
Utöver detta var även Hartwig 1870 med att grunda Vadstena skyddsförening, vilket var en lokal  välgörenhetsorganisation med fokus på fattiga barn och familjer, som också verkade för att skapa ett barnhem.